# São Pedro (Covilhã)
São Pedro foi uma freguesia portuguesa do município da Covilhã, com 2,66 km² de área e 2 225 habitantes (2011). Densidade: 836,5 hab/km².
Foi extinta em 2013, no âmbito de uma reforma administrativa nacional, tendo sido agregada às freguesias de Conceição, Santa Maria, São Martinho e Canhoso, para formar uma nova freguesia denominada União das Freguesias de Covilhã e Canhoso com a sede em Conceição.

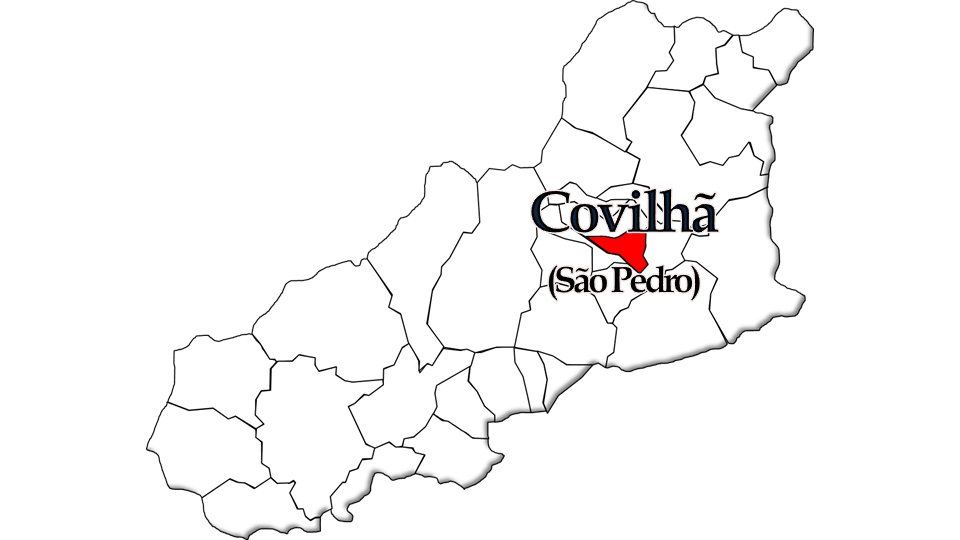
Localização no Concelho de Covilhã

## População
| População da freguesia de Covilhã (São Pedro) | População da freguesia de Covilhã (São Pedro) | População da freguesia de Covilhã (São Pedro) | População da freguesia de Covilhã (São Pedro) | População da freguesia de Covilhã (São Pedro) | População da freguesia de Covilhã (São Pedro) | População da freguesia de Covilhã (São Pedro) | População da freguesia de Covilhã (São Pedro) | População da freguesia de Covilhã (São Pedro) | População da freguesia de Covilhã (São Pedro) | População da freguesia de Covilhã (São Pedro) | População da freguesia de Covilhã (São Pedro) | População da freguesia de Covilhã (São Pedro) | População da freguesia de Covilhã (São Pedro) | População da freguesia de Covilhã (São Pedro) |
| --------------------------------------------- | --------------------------------------------- | --------------------------------------------- | --------------------------------------------- | --------------------------------------------- | --------------------------------------------- | --------------------------------------------- | --------------------------------------------- | --------------------------------------------- | --------------------------------------------- | --------------------------------------------- | --------------------------------------------- | --------------------------------------------- | --------------------------------------------- | --------------------------------------------- |
| 1864                                          | 1878                                          | 1890                                          | 1900                                          | 1911                                          | 1920                                          | 1930                                          | 1940                                          | 1950                                          | 1960                                          | 1970                                          | 1981                                          | 1991                                          | 2001                                          | 2011                                          |
| 2 272                                         | 2 752                                         | 3 683                                         | 3 434                                         | 3 269                                         | 3 481                                         | 3 552                                         | 3 853                                         | 4 071                                         | 3 246                                         | 3 687                                         | 3 254                                         | 2 133                                         | 2 742                                         | 2 225                                         |

## Património
- Troço de calçada romana junto à estação de caminho de ferro da Covilhã